# Македонська філармонія
Македонська філармонія (Македонска филхармонија) — концертна установа в Скоп'є, заснована 1960 року. Філармонійний оркестр, що вважається єдиним постійним концертним симфонічним колективом країни, був заснований 24 листопада 1944 року і до 1960 року існував під патронатом Македонського Радіо та оперного театру. Першими керівниками оркестру були композитори Тодор Скаловський та Трайко Прокоп'єв. 1963 року після землетрусу оркестр здійснив гастрольне турне під орудою Ігоря Маркевича країнами Європи, що сприяло виявленню солідарності потерпілим мешканцям Скоп'я від світової спільноти.